# Ózd (nádraží)
Ózd je železniční stanice v maďarském městě Ózd, které se nachází v župě Borsod-Abaúj-Zemplén. Stanice byla otevřena v roce 1872, kdy byla zprovozněna trať mezi obcí Bánréve a městem Borsodnádasd.

## Provozní informace
Stanice má celkem 2 nástupní hrany. Ve stanici není možnost zakoupení si jízdenky. Provozuje ji společnost MÁV.

## Doprava
Končí zde osobní vlaky z Miškovce přes Bánréve.

## Tratě
Stanicí prochází tato trať:
- Miškovec–Bánréve–Ózd (MÁV 92)